# Bloedbad van Cesena

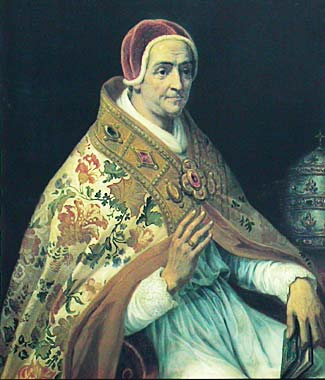
De "slachter van Cesena"

Het Bloedbad van Cesena was een moordpartij die plaatsvond in de Italiaanse stad Cesena van 3 tot 5 februari 1377.
Kardinaal Robert van Genève, gezant van paus Gregorius XI, wilde de Pauselijke Staat heroveren. De paus had in 1376 zijn residentie weer van Avignon naar Rome verplaatst. In mei 1376 stak de kardinaal met een klein leger Bretonse huurlingen onder leiding van John Hawkwood de Alpen over. Zij slaagden er echter niet in Bologna te veroveren, de hoeksteen van het pauselijk gebied. Zij leden ook een nederlaag tegen de Florentijnse republiek.  
Omdat de soldaten zich zonder betaling voorraden toe-eigenden kwam de bevolking van Cesena in opstand. De kardinaal besloot een voorbeeld te stellen en beval iedereen om te brengen. De slachting duurde drie dagen en drie nachten. Het aantal doden wordt geraamd tussen 2.500 en 5.000. Achtduizend mensen vluchtten naar Rimini. Zelfs volgens de toenmalige oorlogsregels was dit een ongewone wreedheid tegenover een onverdedigde stad.
Op 27 maart 1378 overleed Gregorius XI. Een college van kardinalen in Rome verkoos de aartsbisschop van Bari als paus Urbanus VI.  Door diens voortvarend optreden werd van Franse kant voor zijn afzetting geijverd en ten slotte koos een ander college van kardinalen in Avignon niemand minder dan Robert van Genève, de slachter van Cesena, tot paus Clemens VII.  Op die manier ontstond het Westers Schisma.  Later werd deze Clemens VII door de Kerk als tegenpaus betiteld.  